# Heinz Schulz (Boxer)

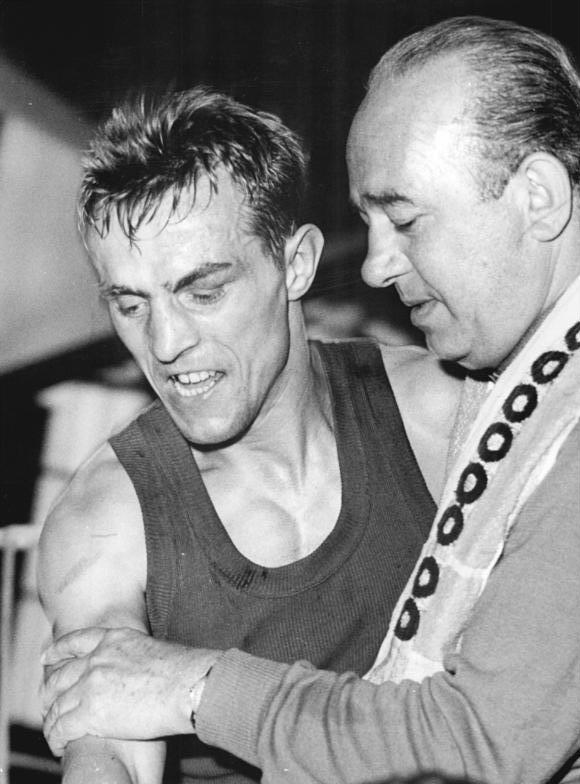
Heinz Schulz mit Trainer Erich Sonneberg 1964 nach der Olympiaqualifikation

Heinz Schulz (* 5. Januar 1935 in Bernburg (Saale); † 27. Dezember 2015) war ein deutscher Boxer aus der DDR, der bei den Olympischen Spielen 1964 in Tokio mit der gesamtdeutschen Olympiamannschaft antrat.
Schulz begann 1950 bei der BSG Chemie Bernburg mit dem Boxsport. Schon ein Jahr später war er DDR-Jugendmeister im Fliegengewicht. Nachdem er seine Ausbildung zum Dreher abgeschlossen hatte, meldete er sich zur NVA und boxte für den ASK Vorwärts Berlin. Schulz gewann vier DDR-Meistertitel: 1960 im Bantamgewicht, 1957, 1959 und 1962 im Federgewicht. Bei den Box-Europameisterschaften 1961 gewann Schulz eine Bronzemedaille im Federgewicht, zwei Jahre später schied er bereits im Achtelfinale aus. 1964 qualifizierte sich Schulz durch einen Punktsieg gegen den West-Berliner Manfred Maeß für die gesamtdeutsche Olympiamannschaft. Im olympischen Wettkampf gewann Schulz drei Kämpfe nach Punkten, im Halbfinale unterlag er gegen den späteren Olympiasieger Stanislaw Stepaschkin aus der Sowjetunion durch K. o.
Schulz arbeitete nach seiner aktiven Zeit als Nachwuchstrainer beim ASK Vorwärts Berlin und später als Sportlehrer in Strausberg.
Heinz Schulz war Trainer beim ASV „Vorwärts“ Strausberg.